# Francisco Tadeo Calomarde

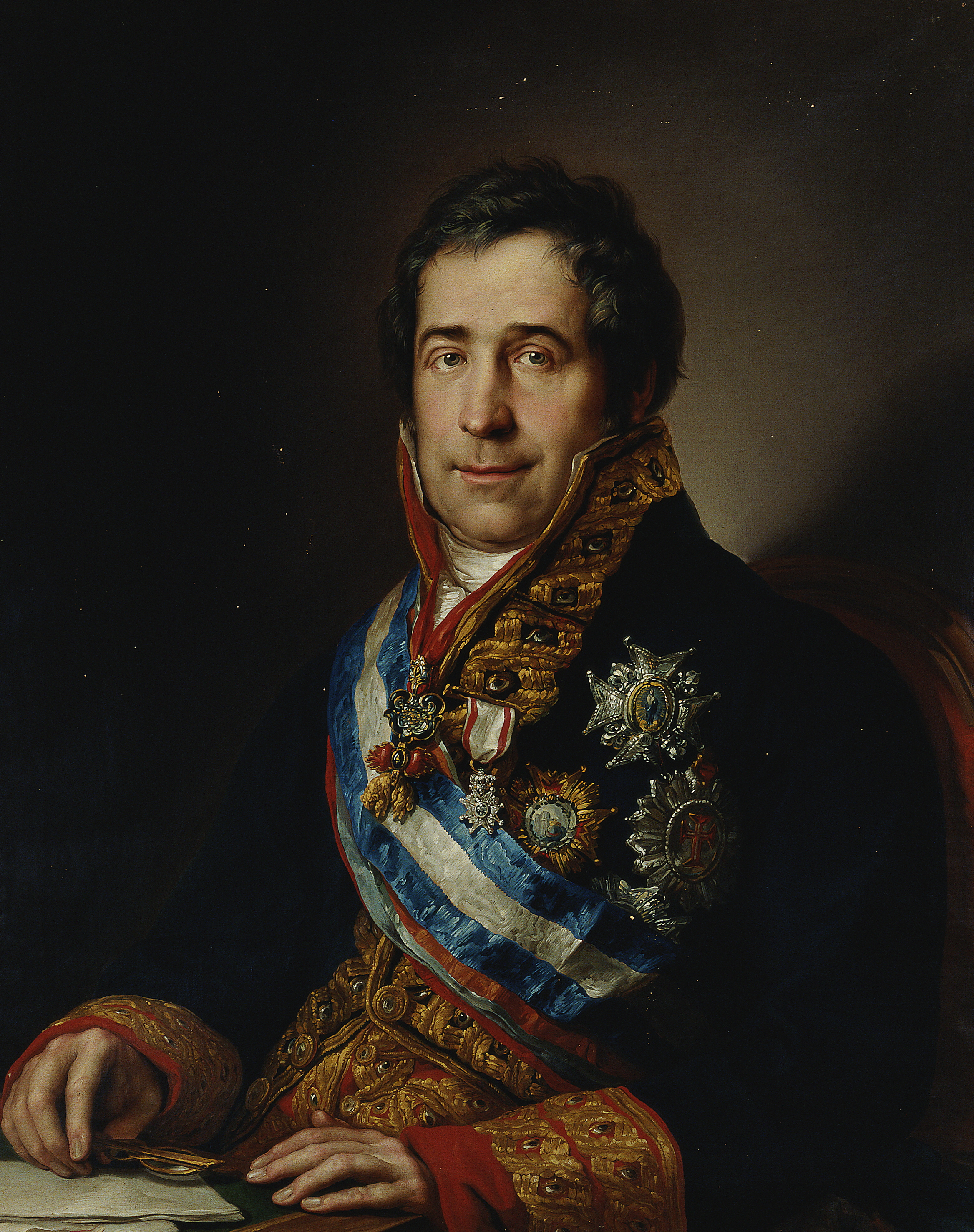
Francisco Tadeo Calomarde.

Francisco Tadeo Calomarde, född den 10 februari 1773, död den 19 juni 1842, var en spansk politiker.
Calomarde spelade under de oroliga förhållandena i Spanien 1808-32 en framträdande roll och innehade olika höga ämbeten, såsom justitieminister, utrikesminister med mera. Under växlingarna i Spanien visade han en stor förmåga att genom intriger och ombyte av ståndpunkter alltid hålla sig i främsta ledet. Störtad 1832, avled Calomarde i obemärkthet i Frankrike.